# Куприянов, Никита Евгеньевич
Ники́та Евге́ньевич Куприя́нов (род. 23 апреля 2002) — российский футболист, полузащитник, действующий игрок футбольного клуба «Ростов-2».

## Биография
С 2018 года — в составе ФК «Калитва» Белая Калитва. Перед сезоном 2019/20 перешёл в «Ростов». В связи со вспышкой коронавирусной инфекции в клубе 19 июня 2020 года был заявлен на матч премьер-лиги против «Сочи» (1:10), в котором вышел на поле в стартовом составе.
В начале июля 2022 года стал игроком клуба «Кубань Холдинг» из станицы Павловской, в составе которого дебютировал 24 числа того же месяца, выйдя на замену во втором тайме в поединке первенства. В конце января 2023 года покинул павловский коллектив.